# مارینر ۴
مارینر ۴ (انگلیسی: Mariner 4) چهارمین فضاپیمای برنامه فضایی مارینر بود که با هدف اکتشاف مریخ و مشاهدات علمی نزدیک از سطح مریخ و انتقال اطلاعات آن به زمین ساخته شد. مارینر ۴ در ۲۸ نوامبر ۱۹۶۴ به فضا پرتاب شد و نخستین پرواز کناری موفق در مریخ به‌شمار می‌رود و توانست برای نخستین بار تصاویری از نزدیکی سطح مریخ تهیه کند. این تصاویر مریخ را سیاره‌ای مرده نشان می‌داد و دیدگاه دانشمندان دربارهٔ زندگی در مریخ را تغییر داد.

## نگارخانه

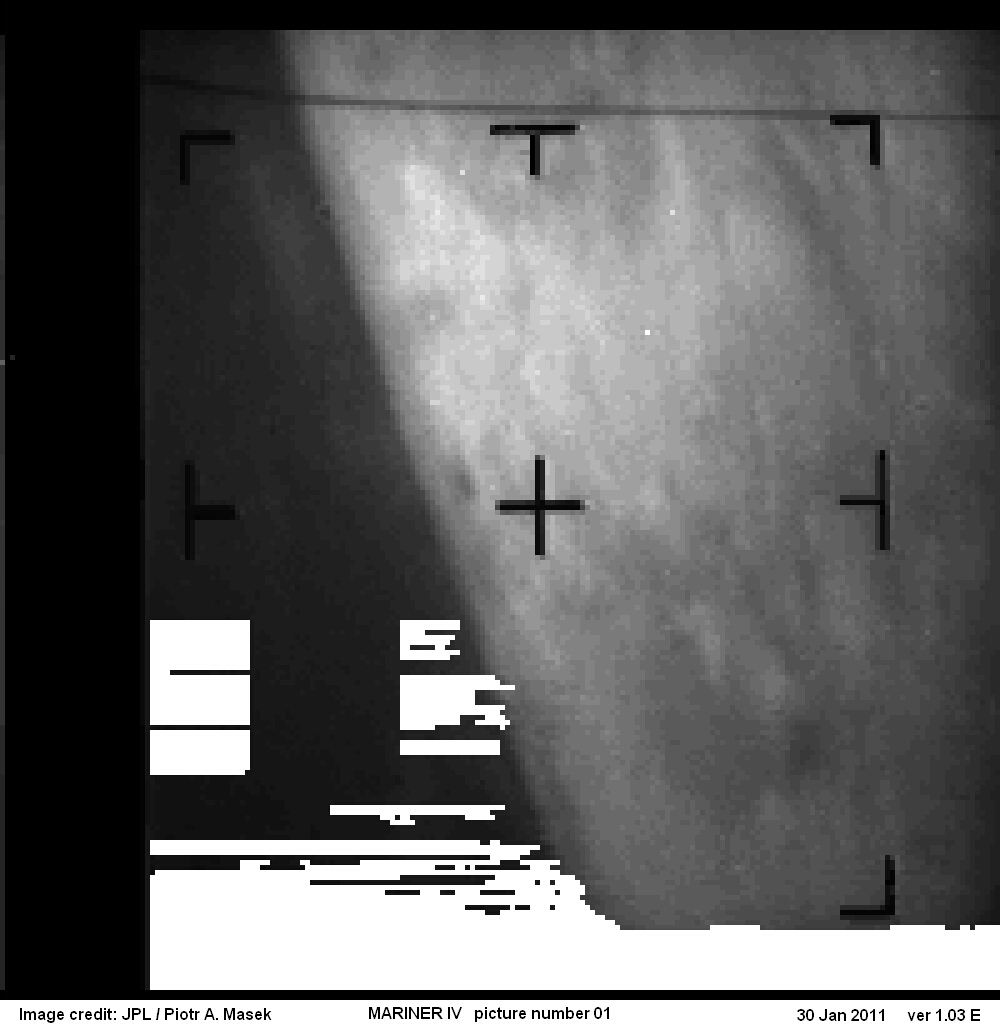
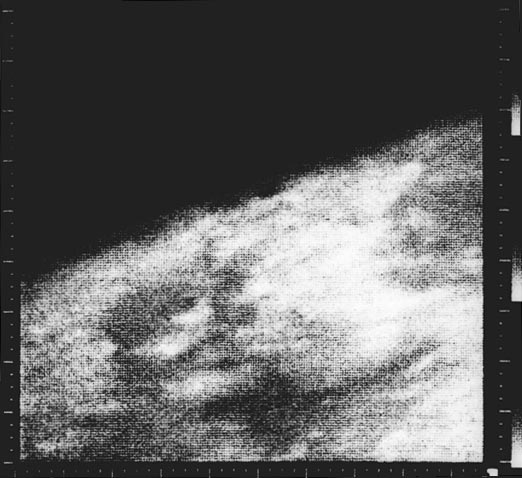
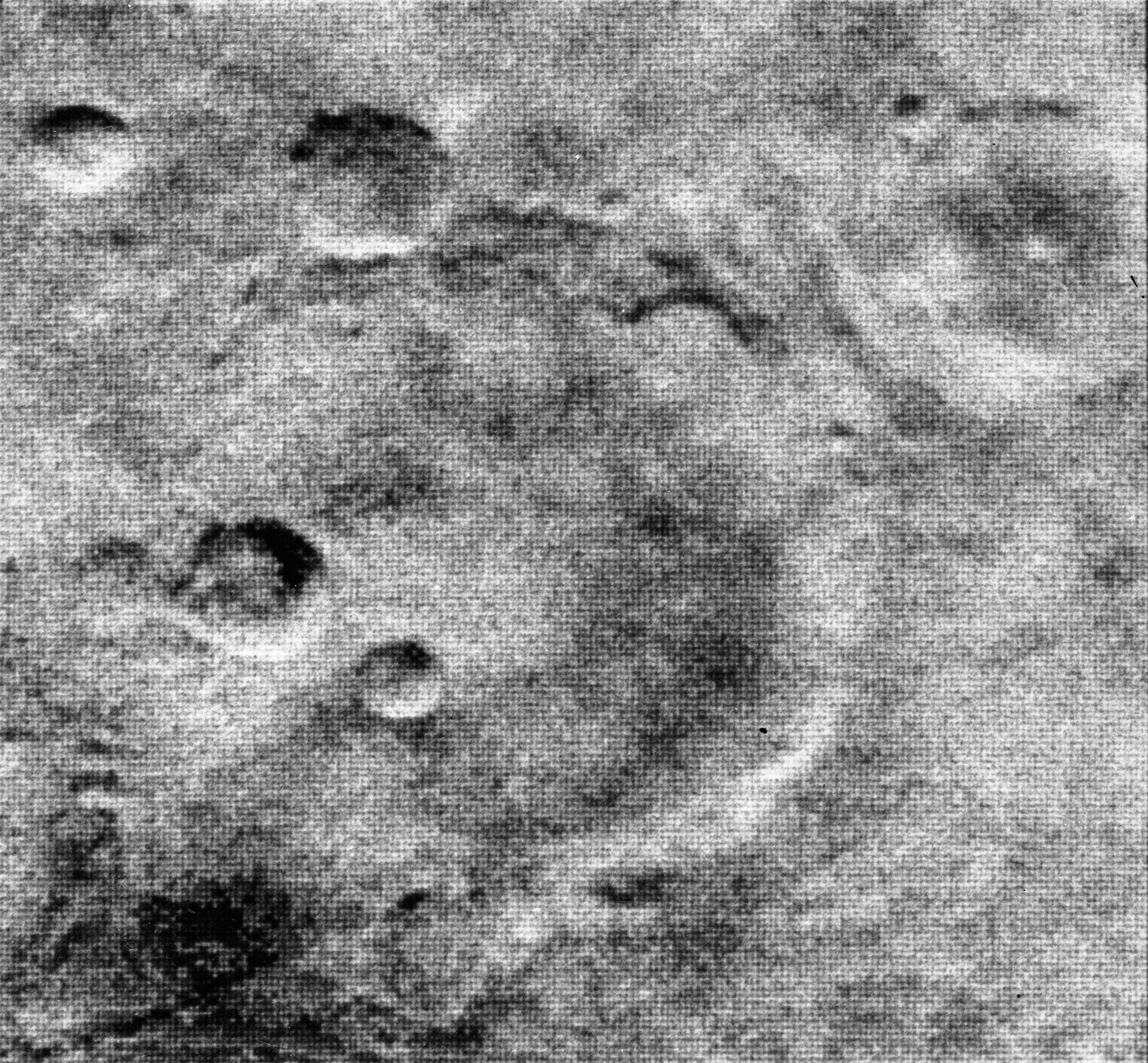
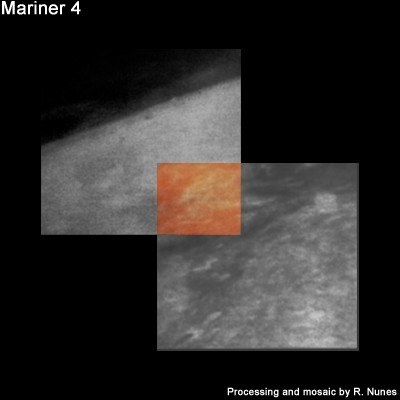
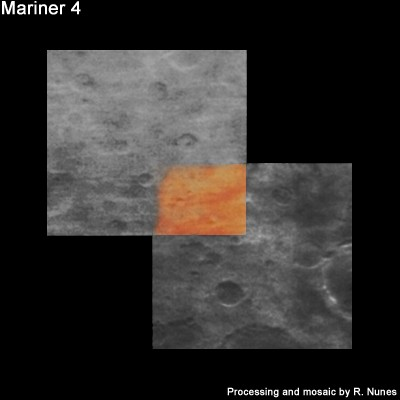
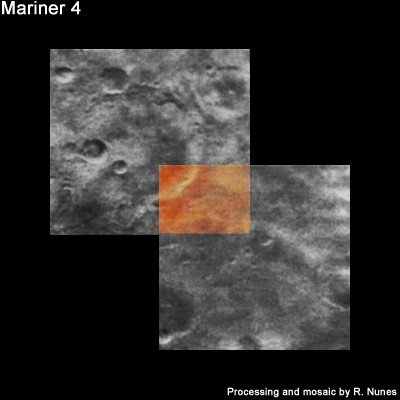
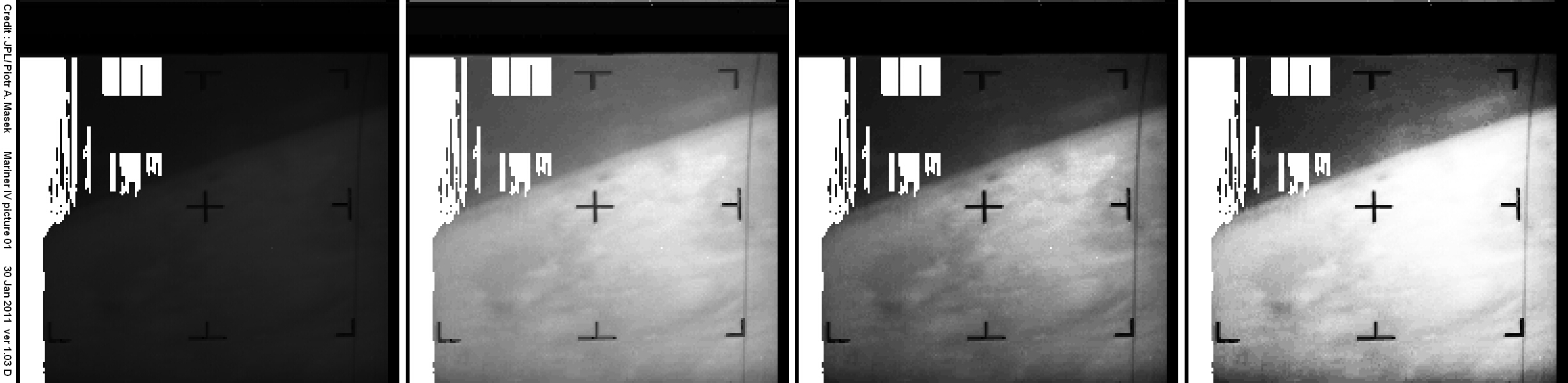